# Den naturalistiske fejl
Den naturalistiske fejl er et begreb fra moralfilosofien, der betegner den fejltagelse at antage, at moralske egenskaber er naturlige egenskaber. Det er en begrebsbrug, som er udviklet af den britiske filosof G. E. Moore, og hans pointe er at moralske egenskaber i stedet findes i kraft af en menneskelig evaluering af tingen. Den afgørende forskel på hhv. de naturlig og unaturlige egnenskaber er ifølge Moore, at de naturlige egenskaber er sammensatte, mens det gode en simpel ting. Det afgørende ved en simpel ting er, at den ikke kan defineres i kraft af andre egenskaber, og dermed begår mange den naturalistiske, fejl fordi de definerer det gode på en ene eller den anden måde. Men mennesket kan kun genkende det gode når de ser det, de kan ikke definere det i kraft af noget andet.
Den naturalistiske fejl bliver ofte kaldet den naturalistiske fejlslutning. Desuden bliver begrebet ofte, men fejlagtigt, brugt som betegnelse for både David Humes er-bør distinktion og som betegnelse for det at referere til det naturlige som et gode.

## G. E. Moores definition
Den naturalistiske fejl bliver formuleret af G. E. Moore i sit værk Principia Ethica fra 1903. Moores værk handler om det metafysiske grundlag for etikken, og her undersøger han hvilken type af egenskab, som det gode er. Det er den disciplin, som i dag kendes som metaetik. Moore argumenterer for, at der findes sammensatte og simple egenskaber, med den forskel at simple egenskaber ikke kan defineres i kraft af andre egenskaber. Ud over det gode er egenskaber som det skønne også simple, og kan ikke defineres i kraft af bestemte farver eller en bestemt komposition. Der er altså en række egenskaber, der er simple, og det gode er en af dem. I stedet for at kende disse simple egenskaber i kraft af deres definitioner, så kan man genkende de simple egenskaber gennem sin intuition.
Den naturalistiske fejlslutning er primært en kritik af utilitarismen, som på daværende tidspunkt var den altdominerende etiske teori i England, men Moore mener, at alle tidligere etiske teorier begår den naturalistiske fejl. Utilitarismen begår den naturalistiske fejl, fordi den definerer det gode som det, der forårsager velfærd, og dermed har den defineret det gode i kraft af noget andet.
Moores argument for at det gode er en simpel egenskab er kendt under betegnelsen the open question argument. Det handler om hvorvidt der er identitet mellem to forskellige egenskaber, og det kan man afgøre ved at spørge: "er det sandt at X er Y?". Hvis man kender til ordene i sætningen og efterlades med et uafklaret spørgsmål, så er det åbent, og hvis ikke, så er det lukket. F.eks. kan man spørge: "er det sandt at ungkarle er ugifte?". Det spørgsmål er lukket, fordi man vil vide at det er de, så længe man blot kender de to ord ungkarl og ugift. På samme måde vil en utilitarist, der begår den naturalistiske fejlslutning, sige at det er et lukket spørgsmål at spørge: "er det sandt, at det gode er det, der giver den største velfærd?" Det skyldes, at det gode indenfor utilitarismen er defineret som det, der giver den største velfærd. Men ifølge Moore er det et åbent spørgsmål, og der kan således være tvivl om svaret. Moore holder dog på, at det gode og det, der giver velfærd, godt kan være koextensive, således at alle gode ting giver velfærd, men de to ting er ikke identiske.

## Fejlagtige opfattelser af den naturalistiske fejl
Den naturalistiske fejl er flere gange blevet kaldt for en dårlig betegnelse. Det skyldes at det ikke har så meget med det naturlige at gøre, kun i den tekniske måde at bruge ordet, som Moore opstiller. Desuden er der tvivl om, hvorvidt der overhovedet er en fejl, og i så fald hvilken, hvilket er yderligere vanskeligt i kraft af den danske oversættelse.
Moore kaldte på engelsk sin fejl for the naturalistic fallacy, og ordet fallacy kan forstås på to måder. Det kan forstås på en snæver måde, således at det kun referer til fejl i slutningen fra præmis til konklusion i et argument, såkaldte formallogiske fejlslutninger. I så fald skulle man oversætte til "den naturalistiske fejlslutning" på dansk. Men Moore anklager ikke nogen for at lave fejlagtige slutninger, men i stedet at lave fejlagtige antagelser som udgangspunkt for deres argumenter. Dermed er det en uformel fejl. Begge dele kan man på engelsk kalde fallacy, og derfor ofte bliver den naturalistiske fejl ofte oversat som fejlslutning, hvilket dog er misvisende. I stedet kan man anse den naturalistiske fejl som en type af kategorifejl.

### Hume
David Hume skelnede meget berømt mellem domme som udtrykkes med er og med bør. Det bliver ofte kaldt for den naturalistiske fejlslutning, men det er ofte misvisende. Man kan dog finde denne reference selv bland professionelle engelsktalende filosoffer, særligt fra det 20. århundrede. Det skyldes, at de anså Hume og Moores distinktion for at være grundlæggende det samme.

### Appel til det naturlige
Den naturalistiske fejl eller fejlslutning bliver ofte brugt om det at appellere til naturen som en moralsk autoritet. F.eks. at sige at "homoseksualitet er forkert, fordi det er unaturligt". Det er en meget almindelig brug, der dog strengt taget er forkert.